# Statsråd
För andra betydelser, se Statsråd (olika betydelser).
Statsråd är ett högt statsorgan som kan existera både inom republiker och monarkier. Detta organ kan antingen fungera som landets officiella regering, eller i en rådgivande roll där det officiellt är landets statschef som fattar besluten. I det senare fallet är den formella regeringen ett separat organ med en annan benämning, exempelvis kabinett, ministerråd, ministär, etc. I konstitutionella monarkier är statsrådet vanligtvis ett kungligt råd och det organ där monarken sammanträder i konselj för att ge kunglig sanktion till ny lagstiftning.

## Exempel på statsråd eller motsvarigheter

### Finland
I Finland är statsrådet (finska valtioneuvosto) det formella namnet på den finländska regeringen, där förutom regeringens ministrar även presidenten kan ingå då den deltar i statsrådets möten. Före 1918 kallades det Senaten för Finland.
Se även: Statsråd en av republiken Finlands president utdelad hederstitel.

### Frankrike
I Frankrike är statsrådet (franska Conseil d’État), inrättat 1799, ett organ som leds av premiär- eller justitieministern, och ansvarar för rättsliga frågor.

### Irland
I Irland bistår statsrådet (iriska: Comhairle Stáit) presidenten i hur vederbörande utövar sina konstitutionella befogenheter.

### Kina
I Kina är statsrådet (förenklad kinesiska: 国务院) ett exekutivt organ under det ständiga utskottet till Nationella folkkongressen.

### Nederländerna
I Nederländerna är statstådet (nederländska: Raad van State) ett rådgivande organ till det nederländska kabinettet, den holländska regeringen och är även landets Högsta Förvaltningsdomstol.

### Norge
Enligt den norska grundloven är statsrådet formellt sett ett kungligt råd som endast bistår kungen i dennes maktutövning, men i praktiken är det ledamöterna av statsrådet som utgör Norges regering.

### Storbritannien och övriga samväldesriken
I Storbritannien är kronrådet (engelska: Privy Council) det rådgivande organ som biträder monarken. Kabinettet är formellt sett ett verkställande utskott till kronrådet, vars medlemmar inte enbart utgörs av medlemmar underhusets majoritetsparti.
Motsvarande kronråd finns också i övriga samväldesrikena, det vill säga Australien (Australiens federala verkställande råd), Kanada (Kanadas kronråd, Nya Zeeland med flera, där samväldesrikets generalguvernör representerar monarken.

### Sverige
I Sverige var statsrådet den officiella benämningen på ministärer under 1809 års regeringsform. Fram till 1974 fattade dock statsrådet sina regeringsbeslut i Kungl. Maj:ts namn. I Sverige kallas också enskilda regeringsledamöter för statsråd.